# Issarlès

Issarlès este o comună în departamentul Ardèche din sud-estul Franței. În 1 ianuarie 2022 avea o populație de 125 de locuitori.